# Роланд Алберг
Роланд Алберг е холандски футболист, полузащитник, който играе за ЦСКА (София). През лятото на 2018 г. е освободен от ЦСКА (София).

## Биография
Алберг е роден на 6 август 1990 г. холандския град Хорн.
На 31 октомври 2017 г. подписва предварителен договор с ЦСКА (София), който влиза от 1 януари 2018 г.